# Momo (Włochy)
Momo – miejscowość i gmina we Włoszech, w regionie Piemont, w prowincji Novara.
Według danych na rok 2004 gminę zamieszkiwały 2724 osoby, 118,4 os./km².